# プレジデンテ・ニコラウ・ロバト国際空港

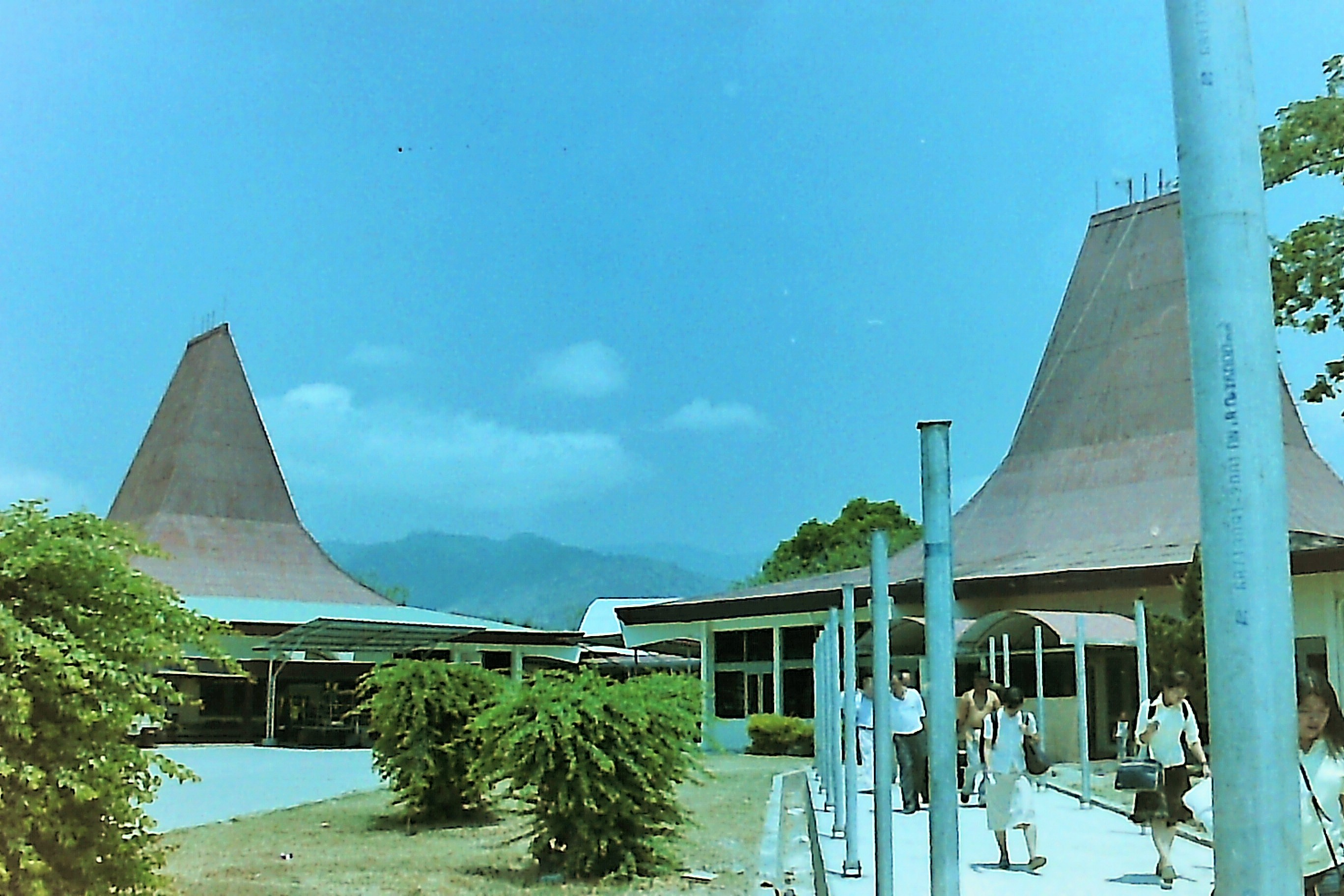
プレジデンテ・ニコラウ・ロバト国際空港

プレジデンテ・ニコラウ・ロバト国際空港(葡: Aeroporto Internacional Presidente Nicolau Lobato、英: Presidente Nicolau Lobato International Airport）とは、東ティモールの首都ディリにある国際空港。

## 概要
この空港名は、1975年の東ティモール独立宣言時の首相のニコラウ・ドス・レイス・ロバト（フレティリンの最高指導者で、1978年末にインドネシア国軍に射殺された）の名を冠している。旧名はコモロ国際空港(Comoro International Airport)、独立後に現在の名称に改称した。

## 施設
滑走路は08/26方向に1,850 mの長さの物が1本あり、誘導路は無く航空機は滑走路の両端で折り返す。ボーイング737やエアバスA320などの就航は可能だが、滑走路に余裕がなく旅客数に制限がある。
空港ターミナルビルにはボーディング・ブリッジはなく乗客は搭乗検査後、徒歩にて駐機場まで向かう。

## 今後
滑走路や旅客ターミナルをはじめとした現在の空港施設は、将来的に増加が見込まれる旅客には対応しきれない見込みであり、今後は各国・組織の支援も活用した再開発が行われる。
日本政府と東ティモール政府は、旅客ターミナルビルの改築などに関する覚書に署名した。2023年には東ティモール政府と国際協力機構(JICA)との契約が締結され、無償資金協力の形で、約49億円をかけ、およそ3年間を目途に整備が行われる。なお、同様にJICAが整備の関わった東南アジアの首都にある空港としては、ベトナム・ハノイにあるノイバイ国際空港やラオス・ヴィエンチャンにあるワットタイ国際空港などがある。
滑走路については、西側はオンバイ海峡、東側はコモロ川に挟まれた立地のため、さまざまな計画立案と議論が行われた結果、まず2,100m級に延長する計画となり、アジア開発銀行の融資を受けて実施される見込みである。
このほか、空港施設や道路の整備などは、オーストラリア政府の融資により行われる。

## 就航航空会社
| 航空会社         | 就航地                                       |
| ---------------- | -------------------------------------------- |
| エア・ティモール | シンガポール (Drukairによる運航)             |
| Aero Dili        | シンガポール、バリ（デンパサール）、オエクシ |
| エアノース       | ダーウィン                                   |
| カンタスリンク   | ダーウィン                                   |
| シティリンク     | バリ（デンパサール）                         |

東ティモールにフラッグシップキャリアがないため、エア・ティモールの名義でかつてはシルクエアーが乗り入れていた。